# Gregory Helms

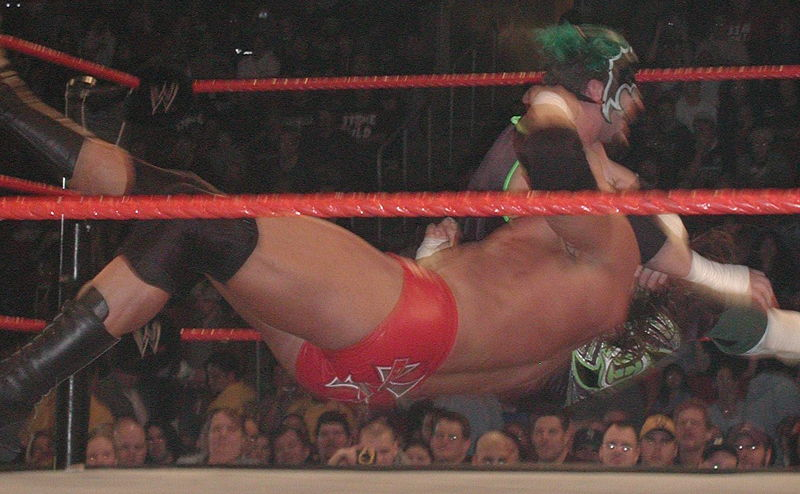
Helms jako The Hurricane, wykonujący "Eye of the Hurricane" na Triple H

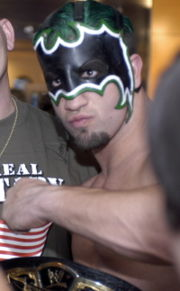
Helms jako "The Hurricane" z tytułem World Tag Team Championship.

Gregory Shane Helms, znany jako The Hurricane (ur. 12 lipca 1974) – profesjonalny amerykański wrestler, występujący w World Wrestling Entertainment oraz World Championship Wrestling.
Karierę rozpoczął w Organization of Modern Extreme Grappling Arts, następnie, w 2000 przeniósł się do World Championship Wrestling. Zdobył pasy mistrzowskie: WCW Hardcore Championship i WCW Cruiserweight Championship. W World Wrestling Federation (WWF) zdobył pas WWE Cruiserweight Championship, a z Roseyem tytuł WWE World Tag Team Championship.
Po przerwie spowodowanej chorobą, we wrześniu 2008 wrócił do SmackDown! Po zwolnieniu z WWE przeszedł do Federacji TNA.

## Osiągnięcia
Carolina Championship Wrestling
- CCW Light Heavyweight Championship (2 razy)

Carolina Championship Wrestling Alliance
- CCWA Light Heavyweight Championship (2 razy)

Exodus Wrestling Alliance
- EWA Cruiserweight Championship

NWA Wildside
- NWA Wildside Tag Team Championship

New Dimension Wrestling
- NDW Light Heavyweight Championship
- NDW Tag Team Championship

Inne tytuły
- NAPW Light Heavyweight Championship

Organization of Modern Extreme Grappling Arts
- OMEGA Tag Team Championship (2 razy)

Southeast Championship Wrestling
- SCW Heavyweight Championship
- SCW Tag Team Championship

Southern Wrestling Alliance
- SWA Light Heavyweight Championship

Texas Championship Wrestling
- TCW Texas Tag Team Championship

World Championship Wrestling
- WWE Cruiserweight Championship
- WWE Hardcore Championship|WCW Hardcore Championship

Wrestling Observer Newsletter awards
- Nagroda za najlepszy gimmick (2001)

World Wrestling Entertainment
- WWF European Championship
- WWE Cruiserweight Championship (2 razy)
- WWE World Tag Team Championship (2 razy)
- WWF Hardcore Championship

World Wrestling Organization
- WWO Light Heavyweight Championship